# جائزة أستراليا الكبرى 2000
جائزة أستراليا الكبرى 2000 (بالإنجليزية: 2000 Australian Grand Prix)‏ هو سباق فورمولا 1 أقيم بتاريخ 12 مارس 2000 في حلبة سباق الجائزة الكبرى في ملبورن، أستراليا. كان الأول من أصل 17 في بطولة العالم لسباقات الفورمولا واحد موسم 2000. حلّ الألماني مايكل شوماخر أولا بينما جاء البرازيلي روبنز باركيلو في المركز الثاني وحصل على المركز الثالث الألماني رالف شوماخر.